# Grosz srebrny
Grosz srebrny (niem. Silbergroschen) – określenie cesarskich, austriackich i śląskich 3-krajcarowych groszy używane w celu odróżnienia ich od miedzianych groszy polskich z połowy XVIII w., stosowane też w pruskim systemie monetarnym z lat 1821–1873 dla 1/30 talara, chociaż bito je w bilonie.